# Rough Riders

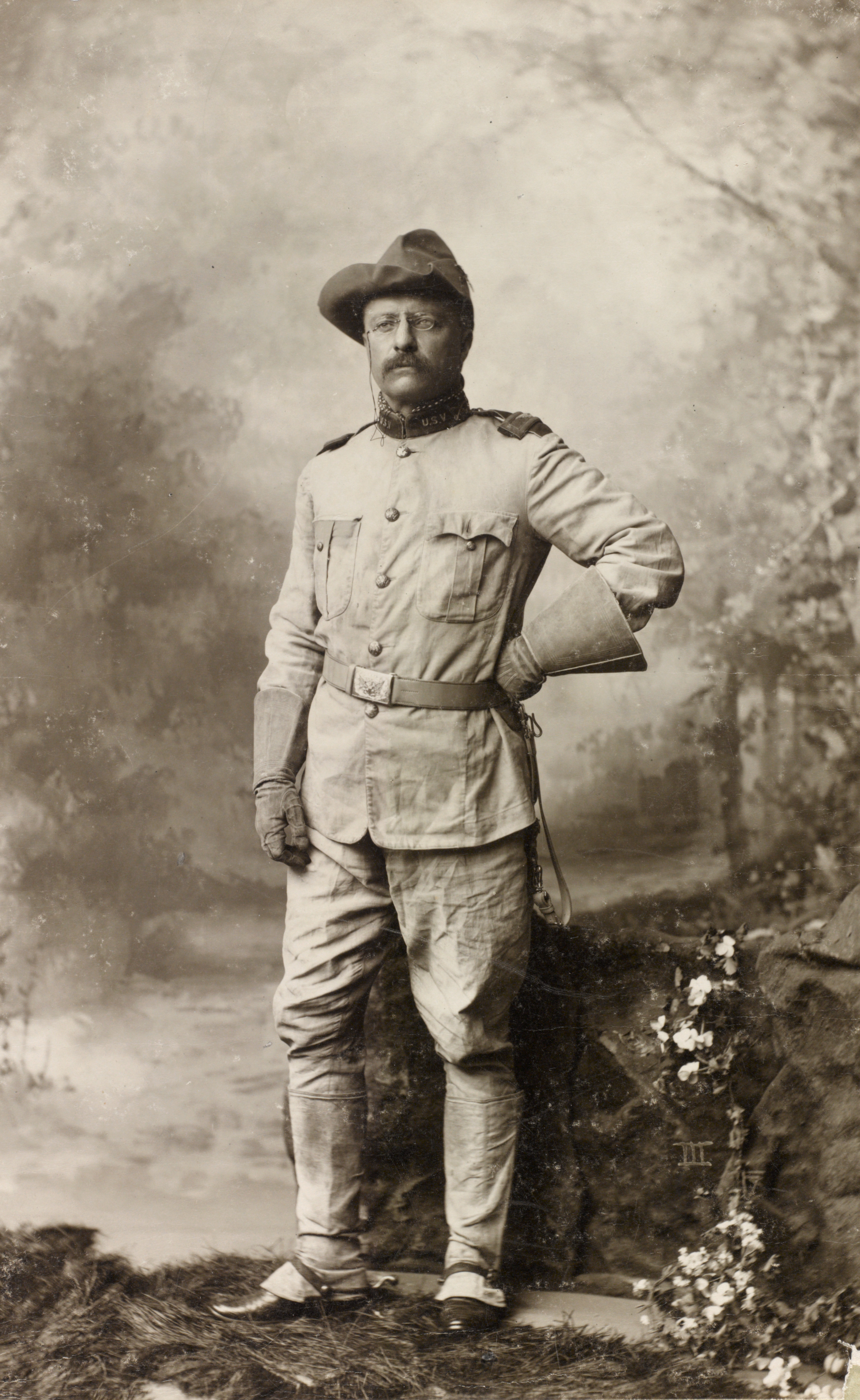
Theodore Roosevelt.

Rough Riders é o Primeiro Regimento de Cavalaria Voluntária dos Estados Unidos durante a Guerra Hispano-Estadounidense.
Foi criado pelo futuro presidente Theodore Roosevelt sendo um dos três regimentos desta classe a entrar em guerra contra o Império Espanhol e o único dos três a entrar em ação em 1898.